# سمبوسة
سمبوسك او السنبوسة او السنبوسج او السَنْبُوسَك او السمبوسك او السنبوسق (معربة من الفارسية القديمة سَنبوسَگ) عجينة مثلثة الشكل تحشى بجبن أو اللحم أو الخضار وتنتشر في الموائد العربية في شهر رمضان وتكاد تكون علامة مميزة في شهر رمضان. وهي عبارة عن عجينة مخصوصة محشوة باللحم أو الخضار أو الجبن أو غيره وتكون إما مقلية أو بالفرن.

## التاريخ

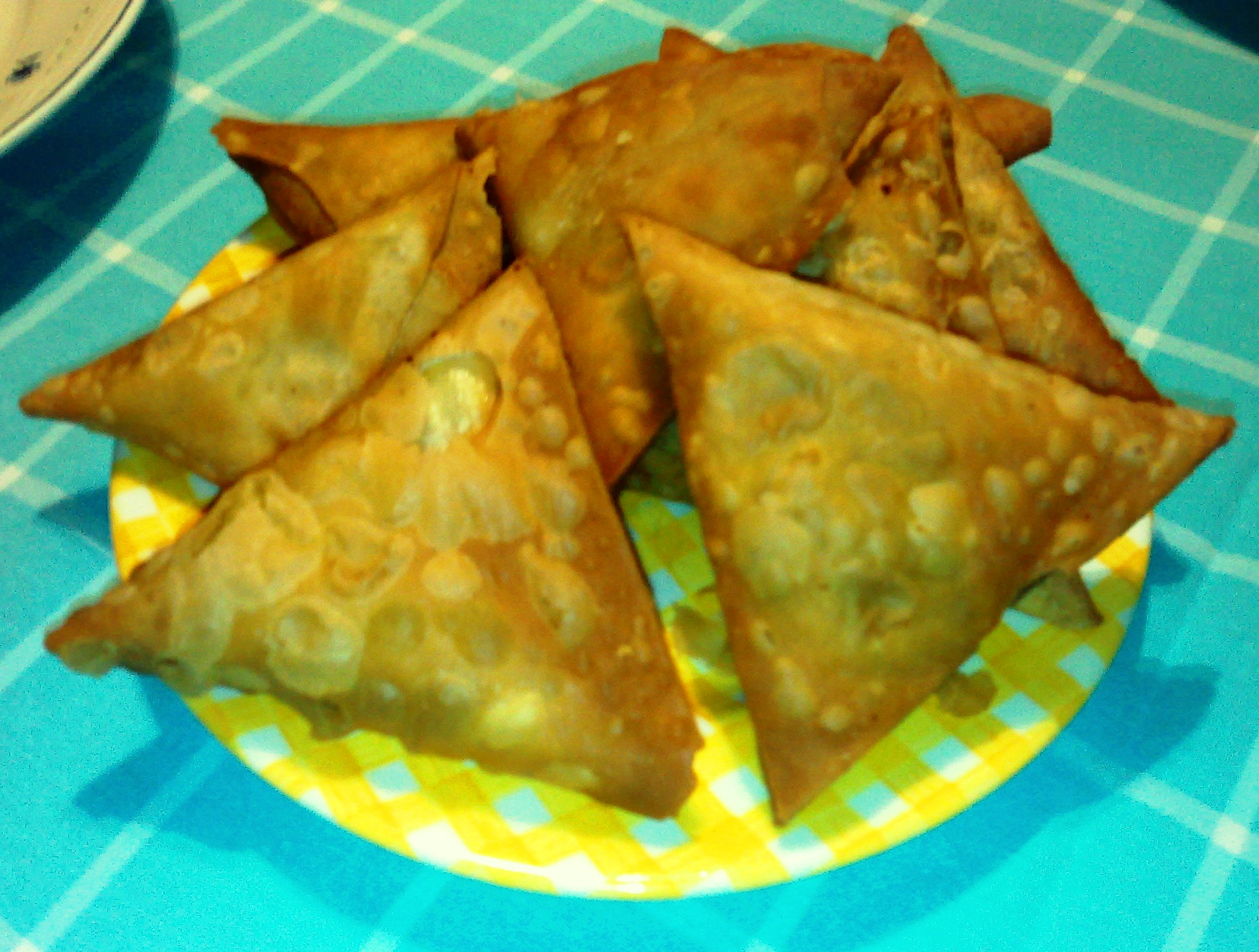
طبق سنبوسة في البرتغال وتسمى Chamuças

نشأت السمبوسة في الشرق الأوسط وآسيا الوسطى. ومن ثم انتشرت إلى إفريقيا، جنوب شرق آسيا، جنوب آسيا، وغيرها. يشير مصطلح السمبوسة وأشكاله إلى مجموعة من المعجنات الزلابية المشهورة في شمال شرق إفريقيا إلى غرب الصين. وصلت السمبوسة إلى شبه القارة الهندية، مع وصول الإسلام إلى الهند، أثناء الحكم الإسلامي في المنطقة. يمكن العثور على مدح لأكلة السمبوسة في قصيدة من القرن التاسع للشاعر الفارسي إسحاق الموصلي. وعُثر على وصفات للطبق في كتب الطهي العربية من القرن العاشر حتى الثالث عشر، تحت أسماء سنبوسك وسنبوسق وسنبوسج، وكلها مستمدة من الكلمة الفارسية سنبوسك. في إيران، كان الطبق شائعًا حتى القرن السادس عشر، ولكن بحلول القرن العشرين، كانت شعبيته مقتصرة على بعض المقاطعات (مثل سمبوسة لاريستان). ذكرها أبو الفضل بيهقي (995-1077)، وهو مؤرخ إيراني، ذكره في تاريخه، تاريخ البيهقي.

## معلومات غذائية
تحضر عجينة السمبوسك باللحمة باستخدام الطحين، الحليب، الزيت النباتي، الخميرة، الملح والماء.
أما الحشوة فتحضَر باستخدام اللحم، البصل، الزيت النباتي، البقدونس، الفلفل الأسود، الصنوبر والملح. تحتوي قطعة السمبوسك، بحسب موقع شهية، على المعلومات الغذائية التالية:
- السعرات الحرارية: 75
- الدهون: 4
- دهون مشبعة: 1
- الكوليسترول: 7
- الكاربوهيدرات: 6

## وصلات خارجية
- كتاب: السمبوسة في كتب التراث